# Габриелян, Ашот Грантович
Ашот Грантович Габриелян (арм. Աշոտ Հրանտի Գաբրիելյան, 13 декабря 1979, село Суренаван, Араратский район, Армянская ССР) — армянский поэт, главный редактор литературно-публицистического журнала «Гарун». С 2007 года член Союза писателей Армении.

## Биография
С 1997 по 1999 годы служил в ВС РА. В 2007 году окончил филологический факультет ЕГУ. С 2011 работает в Институте литературы имени М. Абегяна НАН РА. В 2001 г. опубликовал сборник стихов «Ангелы на кончике иглы», а в 2004 году сборник «Верьте, потому что не будете верить». В 2009, 2010, 2011 годах журналом «Гретерт» был удостоен премий в области поэзии, перевода и риторики. В 2012 году опубликовал сборник стихов «Карманные стихи». В 2011 году в Тбилиси в конкурсе южно-кавказских молодых поэтов, организованном Союзом писателей Грузии, был удостоен Премии первого класса. Является членом редакции журнала «Граниш». В 2011 году основал «Литопедию» – филологическую энциклопедию. Работы Ашота Габриеляна были переведены на фарси, грузинский, сербский и русский языки.